# Kierspe

Kierspe (en allemand : /ˈkiːɐ̯spə/ ) est une ville de Rhénanie-du-Nord-Westphalie (Allemagne), située dans l'arrondissement de La Marck, dans le district d'Arnsberg, dans le Landschaftsverband de Westphalie-Lippe.

## Jumelages
Montigny-le-Bretonneux (France) depuis 1988.